# Absolonova pijavica
Absolonova pijavica (lat. Dina absoloni), vrsta pijavice iz porodice Erpobdellidae. Živi po krškim špiljama u južnoj Dalmaciji (uz rijeku Neretvu), Crnoj Gori i Hercegovini.
Naraste do 6 cm dužine, blijede boje, bez pigmentacije, očiju nema. Grabežljivac je koji se hrani malim beskralježnjacima.
Ime je dobila češkom speleologu Karelu Absolonu.